# کالین مک‌دونالد
 کالین مک‌دونالد  (به انگلیسی: Colin McDonald) بازیکن فوتبال زادهٔ ۱۵ اکتبر ۱۹۳۰ اهل انگلستان بود که سابقهٔ بازی در تیم ملی فوتبال انگلستان را در کارنامهٔ خود دارد. وی در تاریخ ۱۸ مه ۱۹۵۸ نخستین بازی ملی خود را در مقابل تیم ملی فوتبال اتحاد جماهیر شوروی سوسیالیستی انجام داد و با حضور در ۸ بازی ملی، در تاریخ ۲۶ نوامبر ۱۹۵۸ واپسین بازی ملی‌اش را در برابر تیم ملی فوتبال ولز برگزار کرد.